# Unión Hidalgo
Unión Hidalgo là một đô thị thuộc bang Oaxaca, México. Năm 2005, dân số của đô thị này là 12983 người.